# ヤヌシュ・ガヨス
ヤヌシュ・ガヨス（Janusz Gajos, 1939年9月23日 - ）は、ポーランド・ドンブロヴァ・グルニチャ出身の俳優。

## 略歴
1965年にウッチ映画大学を卒業。在学中の1964年に映画デビューしている。主にポーランドの映画・テレビで活躍。2004年にはポーランドで制作されたテレビ映画『ハムレット』でクローディアスを演じた。

## 主な出演作品
- 尋問 Przesluchanie (1982)
- サッカー・ポーカー Pilkarski poker (1989)
- トリコロール/白の愛 Trzy kolory: Bialy (1994)
- 君はひとりじゃない Ciało (2015)